# La Rouaudière
La Rouaudière é uma comuna francesa na região administrativa da Pays de la Loire, no departamento de Mayenne. Estende-se por uma área de 19,02 km². Em 2010 a comuna tinha 327 habitantes (densidade: 17,2 hab./km²).